# Medea de Novara
Medea de Novara, geb. Hermine Kindle Futscher, (* 18. April 1905 in Triesen; † 21. November 2001 in Cuernavaca) war eine mexikanisch-liechtensteinische Film- und Stummfilmschauspielerin.

## Leben
Am 18. April 1905 wurde Hermine im liechtensteinischen Triesen geboren. Ihre Eltern waren Florian Kindle und Amalie Futscher. Eines ihrer acht Geschwister war der liechtensteinische Landtagsabgeordnete der Vaterländischen Union (VU) und Sportfunktionär Florian Kindle (1907–1994).
Im Jahre 1925 wanderte Hermine nach Hollywood aus, um dort als Schauspielerin Fuss zu fassen. Dort lernte sie den mexikanischen Regisseur, Drehbuchautor, Filmproduzenten und Schauspieler Miguel Contreras Torres (1899–1981) kennen, den sie am 13. August 1936 in Mexiko heiratete. Im Jahre 1937 liessen sie sich in Mexiko-Stadt nieder.
Mit der Rolle der Kaiserin Carlota von Mexiko wurde sie in der Kaiser-Maximilian-Trilogie weltbekannt: Juárez y Maximiliano (1933), La paloma (1937) und La Emperatriz loca (1939). Ihren grössten Erfolg jedoch feierte sie mit dem Film María Magdalena, pecadora de Magdala, an dessen Drehbuch sie mitschrieb und der 1945 veröffentlicht wurde. Darin spielte sie die Hauptrolle María Magdalena. Als La Dama de la Pantalla (die Dame der Leinwand) ging sie in die mexikanische Filmgeschichte ein.
Miguel kaufte 1951 die hochmittelalterliche Burg Gutenberg im liechtensteinerischen Balzers zum Preis von 200'000 CHF, um die Träume der Schauspielerin wahr werden zu lassen. Daraufhin reiste Hermine zwischen Mexiko und Liechtenstein hin und her und verbrachte auch auf längere Dauer die Zeit auf ihrer Burg. Unter der Regierung von Hans Brunhart (* 1945) kaufte ihr im Jahre 1979 das Fürstentum Liechtenstein die Burg und das dazugehörige Areal für 3,8 Mill. CHF ab, gewährte ihr aber dort weiterhin das Wohnrecht. Im Laufe der Zeit verzichtete sie aber darauf, da Liechtenstein ihrer Meinung nach die vertraglichen Bedingungen nicht eingehalten hatte. Daraufhin kehrte sie in ihre Heimatgemeinde Triesen zurück.
Nach dem Tod ihres Ehemanns im Jahre 1981 kümmerte sie sich um die Geschäfte des Filmunternehmens ihrer Familie. Am 31. Oktober 1983 heiratete sie den wesentlich jüngeren Boris Reynolds García (* 1944). Ihre Ehen blieben kinderlos.
Hermine starb am 21. November 2001 in der mexikanischen Stadt Cuernavaca. Sie wurde 1959 Mitglied im Historischen Verein für das Fürstentum Liechtenstein.

## Filmographie
- 1930: Soñadores de gloria, als La dama de la gardenia bzw. Medea de Movarry
- 1931: Zítari (Stummkurzfilm)
- 1933: Juárez y Maximiliano, als Kaiserin Carlota
- 1933: La noche del pecado, als Sari
- 1934: Tribu, als Leonor, Marquise del Olmo
- 1937: La paloma, als Kaiserin Carlota
- 1938: La golondrina, als La Golondrina bzw. Alma Gilbert
- 1939: The Mad Empress, als Kaiserin Carlota
- 1940: Hombre o demonio
- 1942: Caballería del imperio, als Kaiserin Carlota und Baroness Lea
- 1945: María Magdalena, pecadora de Magdala, als María Magdalena
- 1948: Reina de reinas: La Virgen María, als María Magdalena